# Farinsan
Farinsan este o companie producătoare de făinuri speciale și panificație din România .
Compania Farinsan este deținută de cinci acționari din Turcia și a fost înființată în 1996, începând producția în 1999 .
Producătorul deținea în octombrie 2008 o cotă de 5% din piața de morărit și panificație și are ca principali competitori companiile Dobrogea, Băneasa, Titan, Pambac și Boromir .
Număr de angajați în 2008: 180 
Cifra de afaceri:
- 2007: 51,5 milioane lei (15,4 milioane euro) [1]
- 2002: 3,8 milioane euro [2]